# Pseudocalliergon lycopodioides
Pseudocalliergon lycopodioides là một loài Rêu trong họ Amblystegiaceae. Loài này được (Brid.) Hedenas miêu tả khoa học đầu tiên năm 1990.